# Palazzo Contrari
Il palazzo Contrari è un edificio di origine medievale che si trova a Ferrara in via Contrari (che prende il nome dall'antica e nobile famiglia dei Contrari), al n. 5, in pieno centro cittadino, accanto al palazzo di San Crispino.
Via Contrari è una parallela di via Mazzini, un tempo principale arteria del ghetto ebraico.

## Storia

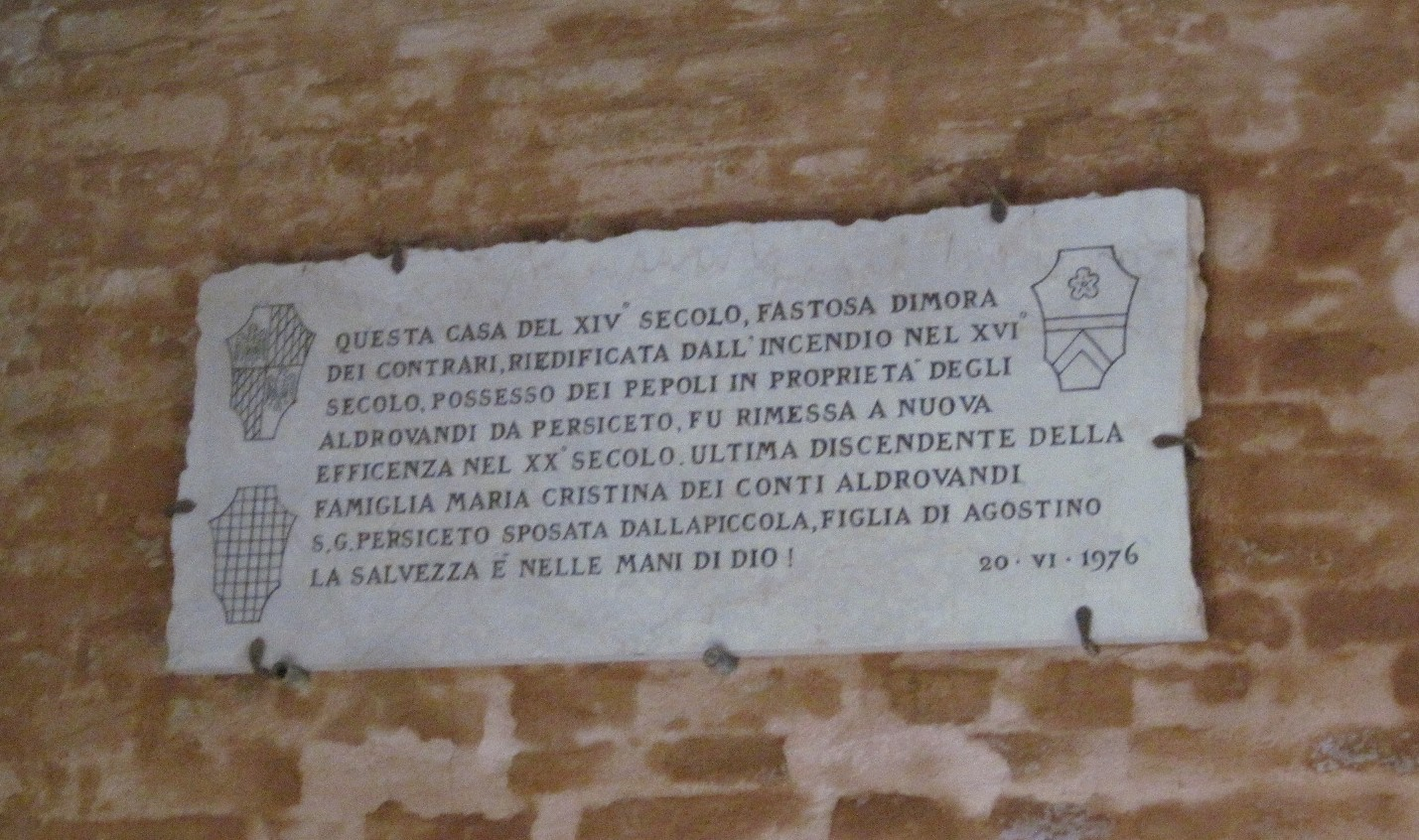
Epigrafe nell'atrio di Palazzo Contrari, Ferrara.

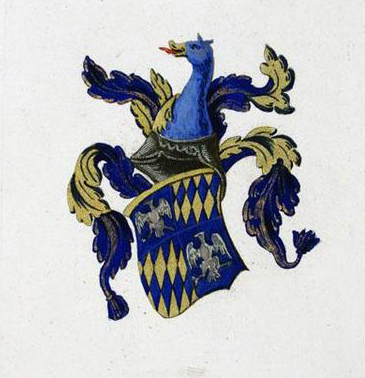
Stemma famiglia Contrari

La famiglia Contrari fu una delle più ricche ed importanti a Ferrara sin dal XII secolo, molto vicina ed imparentata con gli Estensi.
Uno dei primi membri della famiglia a ricoprire una carica pubblica fu Pietro Contrari, console di Ferrara dal 1127 al 1135 e la personalità di maggior spicco fu il 3º conte di Vignola Uguccione II, deceduto nel 1516 (consorte di Diana d'Este, figlia di Sigismondo I d'Este), che tra gli altri suoi incarichi e titoli fu luogotenente del Ducato di Ferrara e capitano generale delle armate del duca.
La famiglia Contrari fu imparentata anche con i signori di Carpi, i Pio di Savoia, feudatari degli Este, perché Lionello I Pio di Savoia sposò Camilla Contrari, di Ferrara.
Fin dal 1413 nel palazzo abitò oltre ad Uguccione anche il conte Ercole Contrari, capitano della guardia ducale che ebbe una lunga relazione con Lucrezia d'Este. Alla morte del conte la proprietà passò alla famiglia Pepoli, fino al 1855, ed infine il palazzo venne suddiviso tra diverse famiglie.

## Aspetti architettonici
L'edificio, risalente ad un periodo precedente il XIV secolo, all'inizio venne dotato di una merlatura che crollò durante il terremoto di Ferrara del 1570. Venne in seguito modificato, ma conserva un aspetto monumentale, anche grazie al bel portale bugnato in marmo che ricorda altre dimore nobili come la Delizia del Verginese o quella dei Bagni Ducali.
Nelle ampie stanze i soffitti sono a cassettoni rifiniti con oro e figure di pregevole fattura. Nell'intero edificio vi sono molti fregi risalenti al momento della sua edificazione.